# Charles van Renynghe
Charles-Louis-Cornil van Renynghe, né le 4 novembre 1803 à Poperinge et mort le 1er juillet 1871 à Poperinge, est un homme politique belge.

## Fonctions et mandats
- Conseiller provincial de Flandre Occidentale : 1835-1847
- Lieutenant-colonel commandant de la garde civique de Poperinge : 1830-1848
- Échevin de Poperinge : 1830-1833
- Bourgmestre de Poperinge : 1833-1871
- Membre de la commission provinciale d’agriculture de Flandre Occidentale : 1846-1871
- Membre de la Chambre des représentants de Belgique par l'arrondissement d'Ypres : 1847-1871

## Sources
- DE PAEPE, RAINDORF-GERARD, Le Parlement belge 1831-1894. Données biographiques, Bruxelles, Commission de la biographie nationale, 1996
- Schepens, De Provincieraad van West-Vlaanderen, t. 1, "1836-1921", Tielt;, 1976, p. 615.

- Ressource relative à plusieurs domaines :   - ODIS